# Suore clarisse francescane missionarie del Santissimo Sacramento
Le suore clarisse francescane missionarie del Santissimo Sacramento, dette di Bertinoro, sono un istituto religioso femminile di diritto pontificio: le suore di questa congregazione pospongono al loro nome la sigla C.F.M.SS.S.

## Storia
La congregazione venne fondata nel 1895 a Bertinoro da Francesca Farolfi (1853-1917), in religione madre Maria Chiara Serafina di Gesù, per l'educazione della gioventù e la cura dell'infanzia abbandonata. Il 1º maggio 1898 le prime nove suore dell'istituto emisero la loro professione dei voti sotto l'impulso di Federico Polloni, vicario generale e capitolare e, successivamente, vescovo di Bertinoro.
L'istituto si diffuse rapidamente in Italia: nel 1902 aprì case in India e nel 1907 fondò filiali in Brasile.
Le clarisse francescane missionarie osservano la regola di santa Chiara e costituzioni proprie. La congregazione ottenne il pontificio decreto di lode il 7 maggio 1907 e l'approvazione definitiva della Santa Sede il 12 agosto 1915; è aggregata all'Ordine dei frati minori dal 28 aprile 1904.

## Attività e diffusione
Le suore della congregazione operano in scuole materne e primarie, in collegi, ospedali e case di cura.
Oltre che in Italia, le suore sono presenti in Argentina, Bolivia, Brasile, Guinea-Bissau, India, Perù, Romania, Spagna; Madagascar, Venezuela, Senegal, la sede generalizia è a Roma.
Alla fine del 2008 la congregazione contava 870 religiose in 150 case.